# Unterwassergleiter

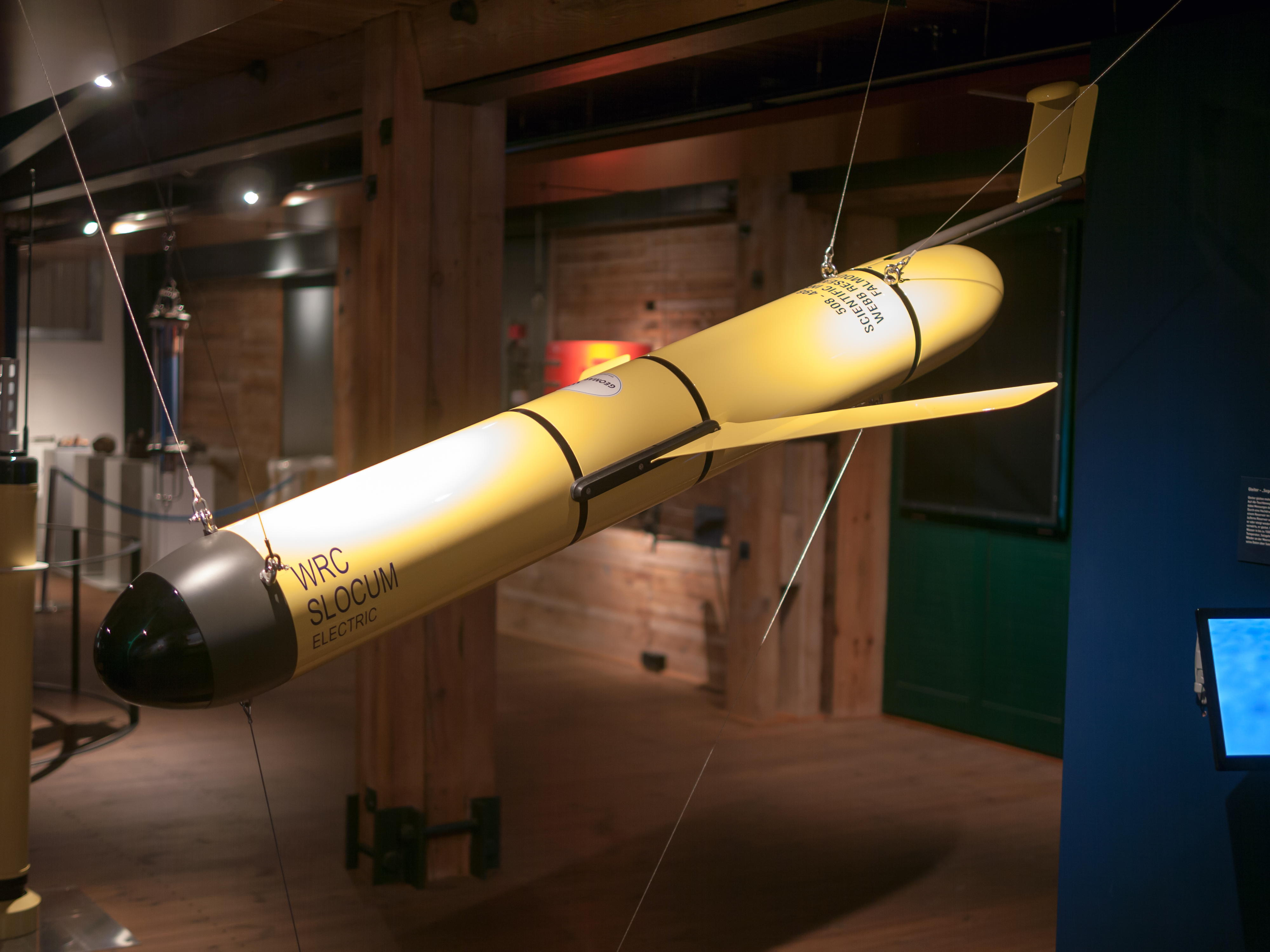
Teledyne Slocum im Internationalen Maritimen Museum Hamburg

Unterwassergleiter sind unbemannte Tauchroboter, die sich zur Fortbewegung eines ähnlichen Prinzips bedienen wie Segelflugzeuge. Da der Antrieb im Gegensatz zum konventionellen Propellerantrieb nahezu keine Energie benötigt, können Unterwassergleiter über Wochen bis hin zu Jahren ununterbrochen im Einsatz bleiben.

## Funktionsprinzip
Durch Änderung der Dichte ändert sich der statische Auftrieb und der Unterwassergleiter steigt zur Wasseroberfläche oder sinkt zum Meeresgrund ab. An der Wasseroberfläche angekommen, erhöht er seine Dichte und beginnt dadurch zu sinken. In einer voreingestellten Tiefe wiederum verringert er seine Dichte und steigt abermals zur Meeresoberfläche. Kleine Flügel erzeugen aus dieser Vertikalbewegung wie bei Segelflugzeugen eine Antriebskraft für die Vorwärtsbewegung. Während konventionelle Antriebssysteme einen stetigen Energieverbrauch für den Propeller aufweisen, müssen Unterwassergleiter lediglich bei den Übergängen zwischen Aufstieg und Absinken die Dichte verändern, d. h. auf eine kurze energiekonsumierende Dichteänderung folgt wieder eine lange Gleitpassage ohne Energieaufwand. Durch den ständigen Wechsel zwischen Auf- und Abstieg ergibt sich für Unterwassergleiter ein sägezahnartiges Fortbewegungsprofil.
Die Dichteänderung erfolgt meist über Hydraulikpumpen, die einen Ölvorrat zwischen zwei flexiblen Schwimmblasen hin und her pumpen, eine außerhalb und eine innerhalb des Druckkörpers. Es wurden jedoch auch bereits Systeme getestet, die sich die Temperaturschichtung der Meere zunutze machen. Paraffin, das in tiefen, kalten Meeresschichten erstarrt und in oberen, warmen Meeresschichten wieder schmilzt, treibt durch die große Volumenänderung beim Phasenübergang den Tauchmechanismus an. Dieses Verfahren erfordert jedoch einen möglichst großen Temperaturgradienten und ist daher in den arktischen Zonen nur eingeschränkt einsetzbar.

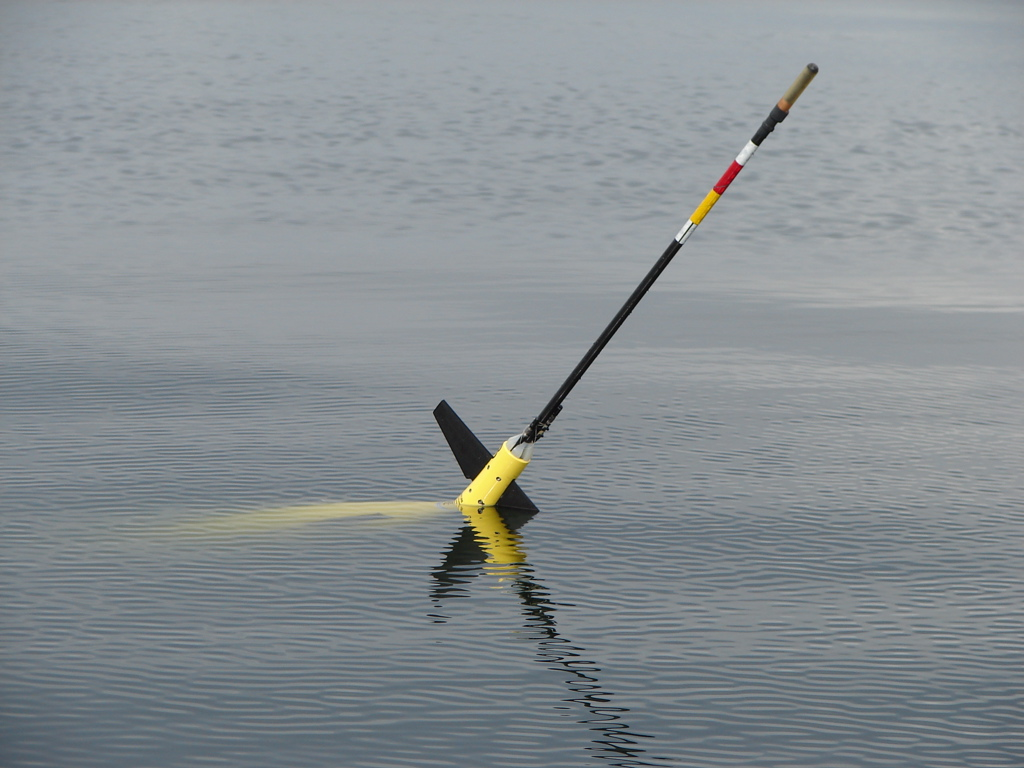
Unterwassergleiter an der Oberfläche mit ausgefahrener Antenne

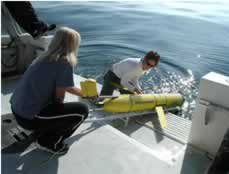
Start eines Unterwassergleiters

Die Steuerung erfolgt entweder über ein hydrodynamisches Steuerruder oder Gewichtsverlagerung. Für die Navigation unter Wasser stehen Magnetkompass, Drucksensor und eine Inertialplattform zur Verfügung. Diese Navigationsergebnisse werden bei jedem Auftauchen an die Wasseroberfläche mit Hilfe von GPS korrigiert, da die GPS-Signale unter Wasser nicht empfangen werden können. Die Zeit an der Oberfläche wird auch genutzt, um die während des Tauchvorgangs gewonnenen Daten per Funk (ggf. über Satellit) an die Kontrollstation zu übertragen und von dieser wiederum Befehle, z. B. neue Wegpunkte, zu erhalten. Für den Einsatz unter der Eisoberfläche wurden auch spezielle akustische Verfahren zur Navigation und Kommunikation entwickelt.
Die erreichbare Tauchtiefe hängt lediglich von der Druckfestigkeit der verwendeten Komponenten ab. Sie variiert von einigen hundert Metern bis hin zu 6000 m. Da für den Vortrieb selbst keine Energie benötigt wird, sondern nur für die Dichteänderung am höchsten bzw. tiefsten Punkt, kommt der wesentliche Vorteil der Unterwassergleiter erst bei größerer Tauchtiefe zur Geltung. Ein Einsatz in flachen Randmeeren wie der Nord- oder Ostsee ist daher wenig sinnvoll. Die erzielbare Vorwärtsgeschwindigkeit ist im Vergleich zu konventionell angetriebenen Unterwasserrobotern eher gering (bis ungefähr 1 km/h). Der Vorteil ergibt sich eher aus der langen autonomen Einsatzzeit, was die Betriebskosten in Form von Begleitschiffen deutlich senkt.

## Einsatz

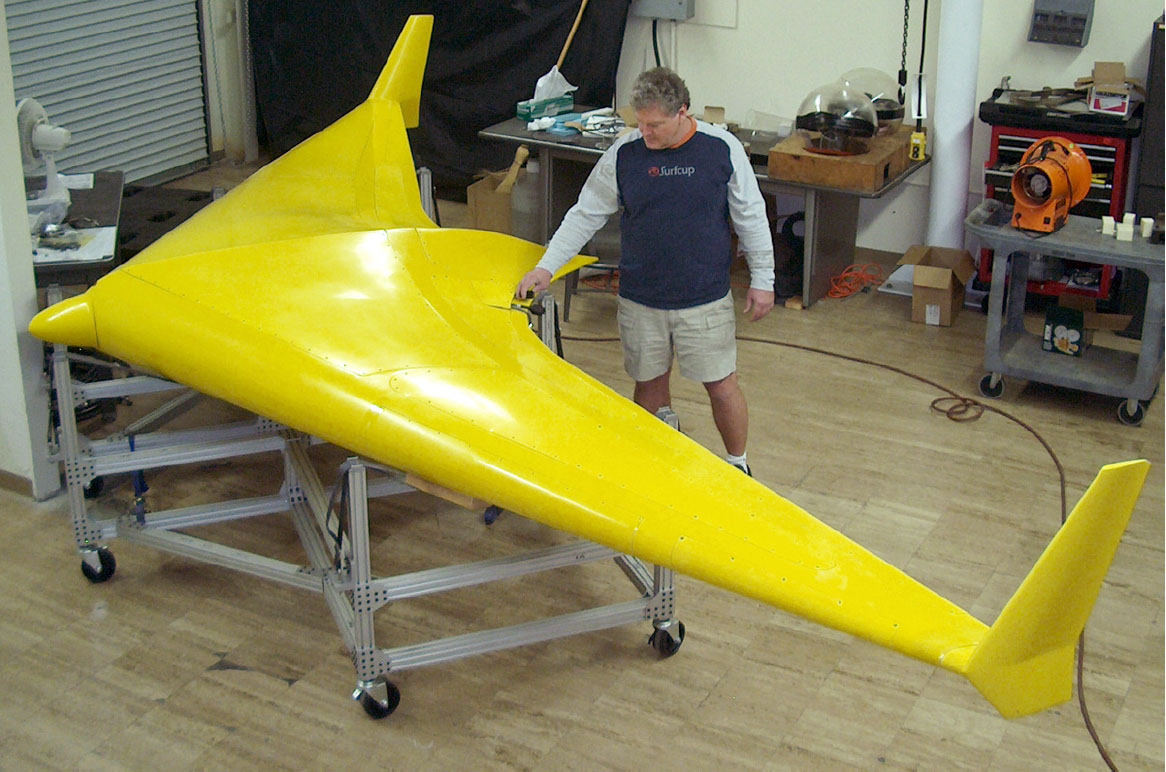
Liberdade XRay

Haupteinsatzgebiet von Unterwassergleitern ist die Ozeanographie. Bestückt mit Sensoren für Wassertemperatur, Druck, Salzgehalt und vielen weiteren möglichen Sensoren können Unterwassergleiter große Flächen abdecken. Aufgrund des hohen Autonomiegrades und des vergleichsweise geringen Preises können von einer Kontrollstation ganze Schwärme von Unterwassergleitern betrieben werden, was eine großflächige Langzeitmessung mit dreidimensionaler Datenerfassung ermöglicht. Das Alfred-Wegener-Institut setzte derartige Unterwasserroboter bereits für die Vermessung der Framstraße erfolgreich ein. Auch das Leibniz-Institut für Meereswissenschaften in Kiel betreibt einen ganzen Schwarm dieser Geräte.
Im Rahmen einer Systemerprobung überquerte der Unterwassergleiter RU-27 zum ersten Mal den Atlantik von der US-Ostküste nach Spanien (27. April bis 4. Dezember 2009).
Die besonderen Eigenschaften von Unterwassergleitern machen diese auch interessant für militärische Anwendungen. Die US Navy untersuchte im Rahmen des Persistent Littoral Undersea Surveillance Network (PLUSNet) (dt.: ständiges küstennahes Unterwasserüberwachungsnetzwerk) den Einsatz dieser Gleiter für die Ortung von feindlichen U-Booten.